# Championnat d'Islande de football de deuxième division 1988
Navigation
Saison précédente Saison suivante
La saison 1988 de 2. Deild était la 34e édition de la deuxième division islandaise. Les 10 clubs jouent les uns contre les autres lors de rencontres disputées en matchs aller et retour.
Les 2 premiers du classement en fin de saison sont promus en 1. Deild, tandis que les 2 derniers sont relégués en 3. Deild.
Pour la 2e saison consécutive, un club promu de 3. Deild accède directement à l'élite. Cette saison, il s'agit d'un club de Reykjavik, le Fylkir, qui monte pour la première fois de son histoire en 1. Deild. Il est accompagné du FH Hafnarfjörður, qui remonte dès sa 1re saison en 2. Deild.
En bas de classement, le þrottur Reykjavik, un des clubs "historiques" de 1. Deild termine à la dernière place et est relégué en 3e division.

## Compétition

### Classement
Le barème de points servant à établir le classement se décompose ainsi :
- Victoire : 3 points
- Match nul : 1 point
- Défaite : 0 point

| Rang | Équipe                    | Pts | J  | G  | N | P  | Bp | Bc | Diff |
| ---- | ------------------------- | --- | -- | -- | - | -- | -- | -- | ---- |
| 1    | FH Hafnarfjörður R        | 44  | 18 | 14 | 2 | 2  | 47 | 20 | +27  |
| 2    | Fylkir Reykjavik P        | 33  | 18 | 9  | 6 | 3  | 39 | 30 | +9   |
| 3    | Víðir Garður R            | 27  | 18 | 8  | 3 | 7  | 38 | 31 | +7   |
| 4    | IR Reykjavik              | 26  | 18 | 8  | 2 | 8  | 31 | 35 | -4   |
| 5    | UMF Selfoss               | 25  | 18 | 7  | 4 | 7  | 27 | 26 | +1   |
| 6    | Tindastóll Sauðárkrókur P | 23  | 18 | 7  | 2 | 9  | 27 | 31 | -4   |
| 7    | Breiðablik Kopavogur      | 23  | 18 | 6  | 5 | 7  | 27 | 33 | -6   |
| 8    | ÍBV Vestmannaeyjar        | 20  | 18 | 6  | 2 | 10 | 29 | 36 | -7   |
| 9    | KS Siglufjörður           | 19  | 18 | 5  | 4 | 9  | 38 | 46 | -8   |
| 10   | þrottur Reykjavik         | 12  | 18 | 2  | 6 | 10 | 27 | 42 | -15  |

|  | Promu en 1. Deild      |
|  | Relégation en 3. Deild |

## Bilan de la saison
| Promotion et relégation |                                   |
| Relégué en 3. Deild     | KS Siglufjörður þrottur Reykjavik |
| Promu en 1. Deild       | Fylkir Reykjavik FH Hafnarfjörður |

## Meilleurs buteurs
| # | Buteurs               | Clubs                   | Nb de Buts |
| - | --------------------- | ----------------------- | ---------- |
| 1 | Palmi Jonsson         | FH Hafnarfjörður        | 16         |
| 2 | Sigurður Hallvarðsson | þrottur Reykjavik       | 15         |
| 3 | Heimir Karlsson       | Víðir Garður            | 11         |
| 4 | Eyjolfur Sverrisson   | Tindastóll Sauðárkrókur | 10         |
| 4 | Jon þorir Jonsson     | Breiðablik Kopavogur    | 10         |